# Terrace (Colúmbia Britânica)
Terrace é um município canadense da província de Colúmbia Britânica. Sua população, segundo o censo de 2001, era de 12.109 habitantes.

## Ligações externas

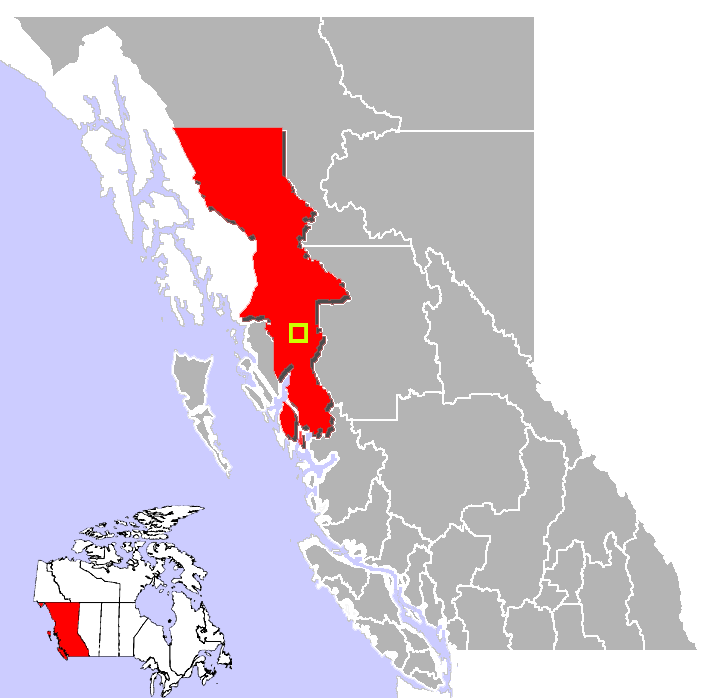
Localização de Terrace na Colúmbia Britânica.